# Список умерших в 922 году
В этой статье представлен список известных людей, умерших в 922 году.
См. также: Категория:Умершие в 922 году

## Февраль
- 20 февраля — Феодора — византийская императрица, жена Романа I Лакапина

## Март
- 26 марта — Мансур аль-Халладж — исламский богослов и мистик из южного Ирана (Фарс), представитель суфизма

## Май
- 1 мая — Аль-Муртада Мухаммед — второй имамом в зейдитском государстве на территории Йемена (911—912), религиозный учёный, поэт
- 23 мая — Ли Сичжао[англ.] — китайский полководец царства Цзинь Эпохи пяти династий и десяти царств, умер от ран

## Июль
- 2 июля — Эрве Реймский[фр.] — архиканцлер Реймса (900—922)

## Сентябрь
- 24 сентября — Ли Суньцзин[англ.] — китайский полководец императорской династии Тан, а затем царства Цзинь Эпохи пяти династий и десяти царств, погиб в битве

## Точная дата смерти неизвестна
- Алексей Моселе — друнгарий византийского императорского флота Романа I Лакапина, в марте 922 года после разгрома болгарским царём Симеоном I в битве при Пиги утонул, пытаясь бежать
- Ан-Найризи — видный персидский математик и астроном (в Западной Европе был известен под латинизированным именем Анариций)
- Галиндо II Аснарес — последний независимый граф Арагона (893—922)
- Ли Цуньжань[англ.] — китайский полководец императорской династии Тан, а затем царства Цзинь Эпохи пяти династий и десяти царств
- Ма Чуо[англ.] — китайский полководец и государственный деятель царства У Эпохи пяти династий и десяти царств
- Федерико Аквилейский[итал.] — патриарх Аквилеи (901—922)